# 去甲哌替啶
去甲哌替啶（norpethidine，normeperidine）是一种4-苯基哌啶的衍生物，化学式为C14H19NO2。它是哌替啶的前体及有毒代谢物。它被列入联合国麻醉品单一公约，也被美国列入到受管制物质法案附表II，2014年的生产限额为11克（0.39盎司）。
去甲哌替啶因可用于合成哌替啶及相关的N-取代衍生物（如依托利定、苄替啶、呋替啶）而受到管制。不过，去甲哌替啶本身的类阿片作用低，是一种引起抽搐的兴奋剂。
当把哌替啶用作镇痛药时，就要大剂量使用或静脉注射哌替啶。这会去甲哌替啶产生的速率比排泄去甲哌替啶的速率快，导致去甲哌替啶累积产生的并发症，包括抽搐、肌阵挛、低血钠症。这些并发症可能会很严重，甚至可能导致死亡。这些并发症在老年人及肝功能或肾功能受损的人身上更明显。
哌替啶在体内会被肝脏属于细胞色素P450的CYP2B6、CYP2C19、CYP3A4代谢成去甲哌替啶。由于这些酶的活性因人而异，且可能受到共服的其它药物影响，因此很难预测产生去甲哌替啶的速率。